# 查士丁 (历史学家)
查士丁全名马库斯·优尼亚努斯·尤斯蒂努斯（義大利語：Marcus Junianus Justinus）是公元3世纪时期罗马帝国的历史学家，著有《〈腓利史〉概要》。
《腓利史》由庞培·特罗古斯所著，原书已轶，现仅存《概要》和保存在其他人著作中的各卷的前言。《〈腓利史〉概要》在中世纪被广泛引用，现存超过200份抄本。

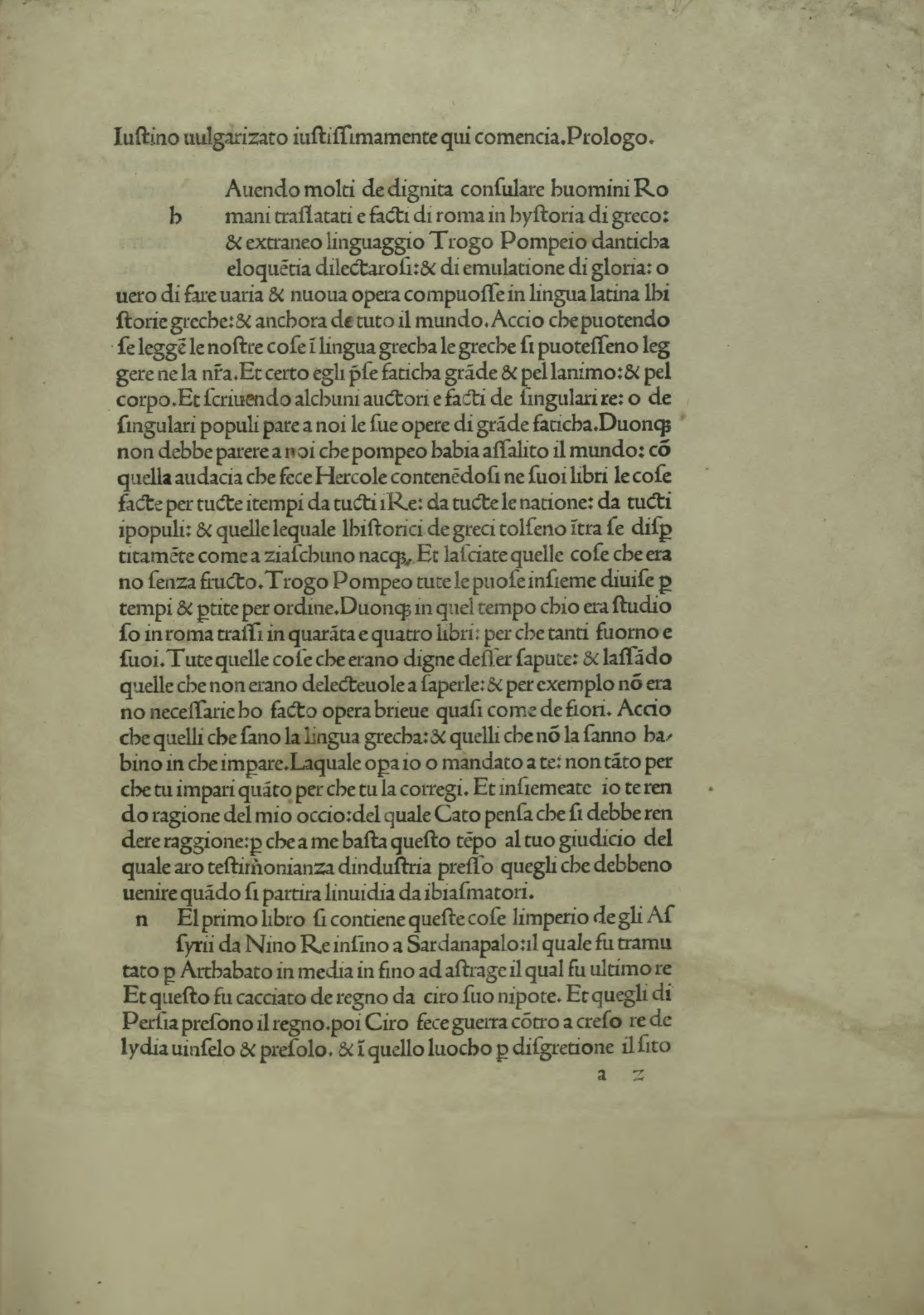
Epitome historiarum Trogi Pompeii